# ARA Santa Fe (S-11)
El ARA Santa Fe (S-11) fue un submarino de la clase Balao botado originalmente como USS Macabi (SS-375) para la Armada de los Estados Unidos. Fue incorporado por la Armada Argentina en 1960 y estuvo en servicio hasta ser irradiado en 1971.

## USS Macabi (SS-375) en Estados Unidos

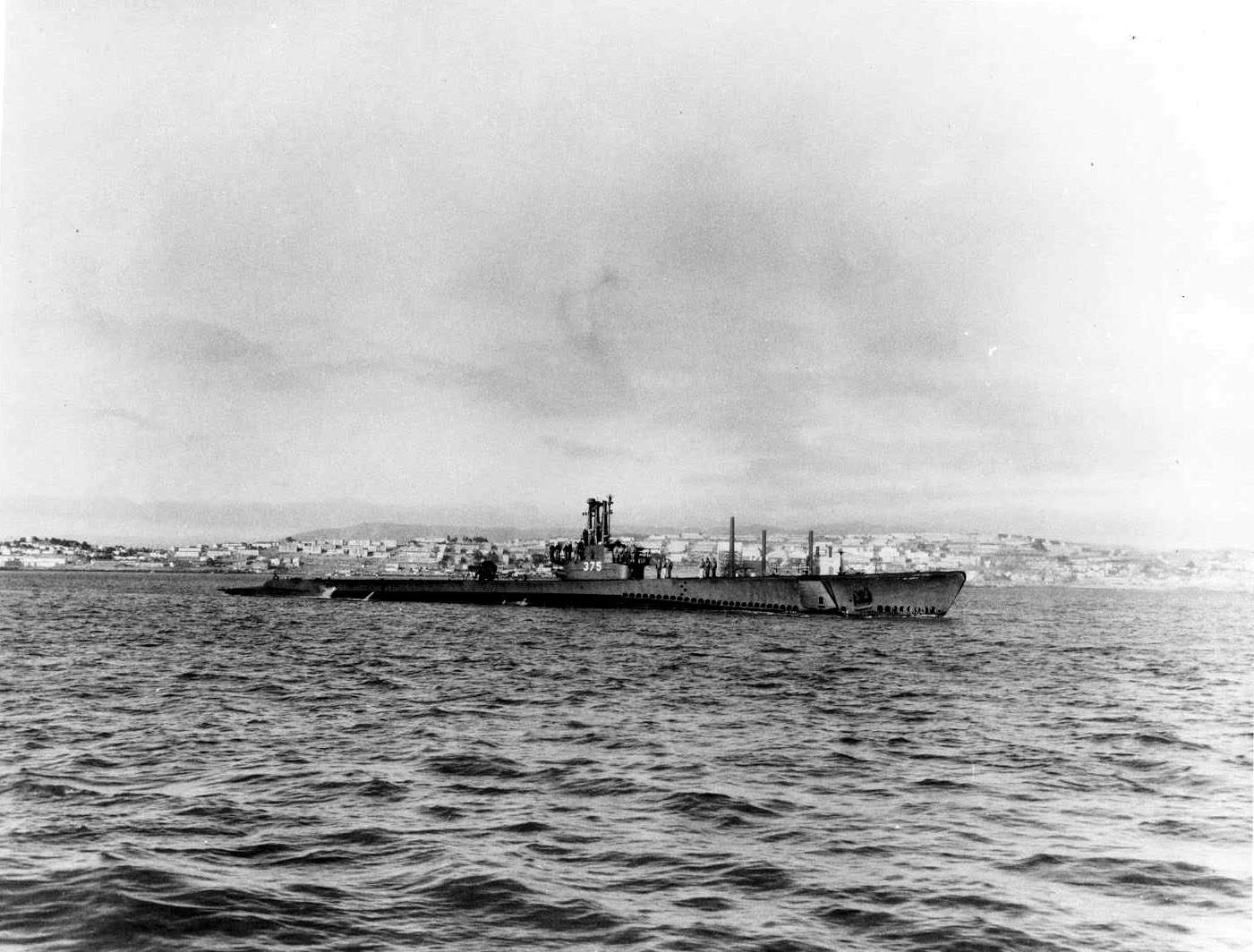
USS Macabi (SS-375), antes de ser transferido a la Argentina

Tras su botadura en 1945, el SS-375 (a cargo del T/Cdr. Anthony Henry Dropp) de la Marina de EE. UU. realizó una sola patrulla de guerra, en Truk (9 de julio - 27 de agosto). Tras el fin de la Segunda Guerra Mundial, el submarino fue inactivado el 11 de marzo de 1946, y puesto en la flota de reserva del Pacífico (Pacific Reserve Fleet).

## ARA Santa Fe (S-11)
El submarino ARA Santa Fe (S-11) fue adquirido por medio del acuerdo denominado Mutual Assistance Program 12th Naval Dist. de la Armada de los Estados Unidos (US Navy). Afirmó su pabellón argentino el 11 de agosto de 1960, en el Astillero Naval de la bahía de San Francisco. Fue el segundo submarino en denominarse Santa Fe (el anterior había sido el S-1). 
En julio de 1965, el S-11 ingreso al Puerto de Santa Fe; en una ceremonia recibió su bandera de Guerra. Ese año tuvo participación en el ejercicio internacional Operativo UNITAS VI, llevado a cabo en noviembre, en Río de Janeiro (Brasil) tras lo cual se trasladara a California, Estados Unidos, y posteriormente a San Francisco; finalmente regresaría en junio de 1966, en el camino realizando ejercicios con la Marina de Guerra del Perú en el puerto de El Callao. Su última actividad operativa fue en el Operativo UNITAS XI (octubre de 1970). La Armada Argentina dio de baja al S-11 en 1971, y hacia 1972 fue desaguazado, conservando la Armada algunas partes para repuestos de otros submarinos clase Balao.